# Hemiparéza
Hemiparéza (z řeckého ἡμισhēmis – polovina) je částečné ochrnutí (jednostranná paralýza, obrna) jedné poloviny těla, které je způsobeno některými neurologickými nemocemi, například krvácením do mozku nebo nádorem či vývojovými vadami. Může také vzniknout nemocí zvanou encefalomalacie, což je nedostatečné prokrvování určité tkáně mozku. Výskyt a rozsah motorického (pohybového) omezení závisí na místě a závažnosti mozkového poškození a často vede, ale nemusí vést až k trvalé invaliditě.
Pokud hemiparéza pokročí do horšího stadia (ochrnutí těla) jedná se o „plegii“.